# 朝鲜—瑞典关系

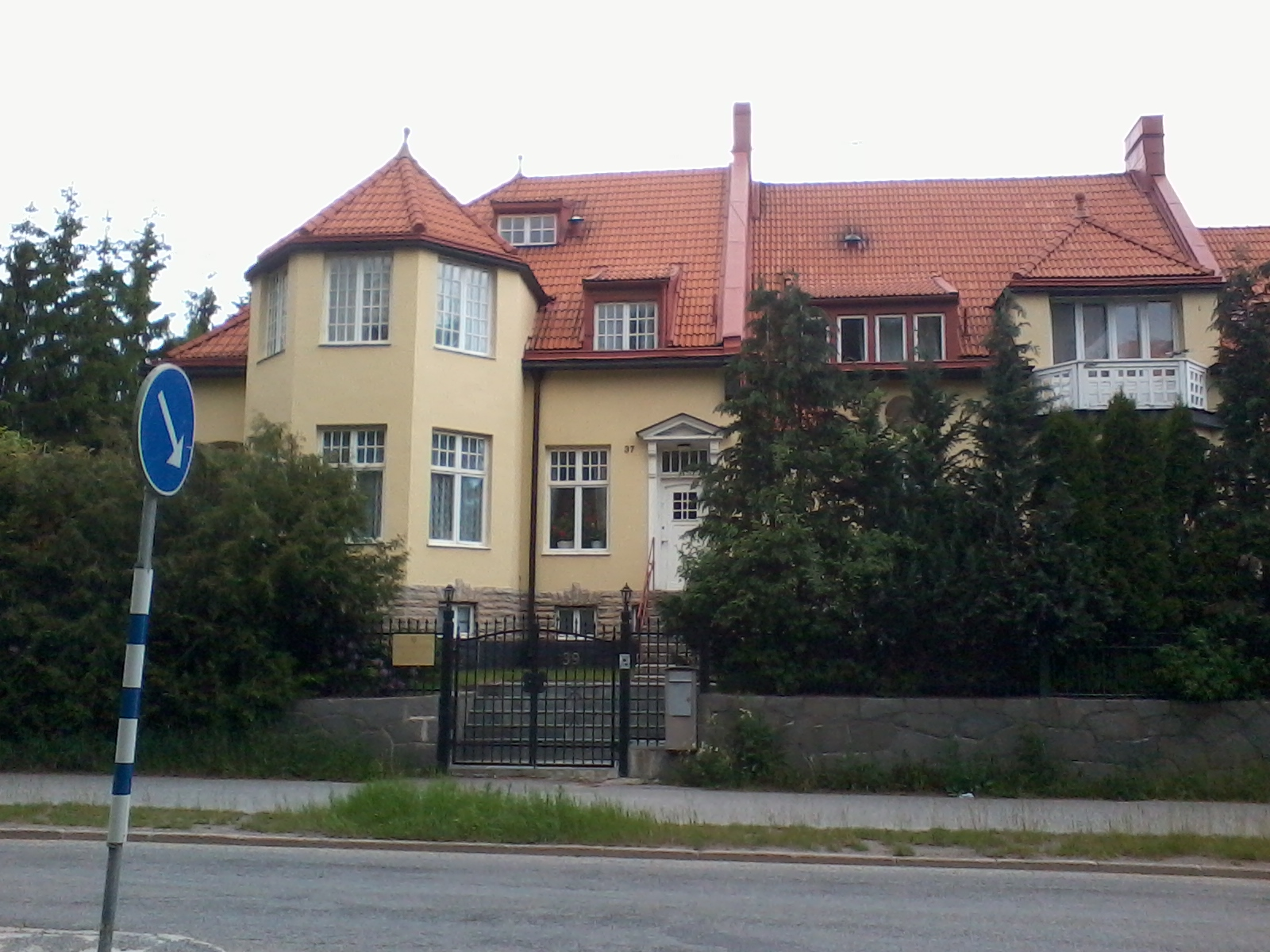
朝鲜驻斯德哥尔摩大使馆

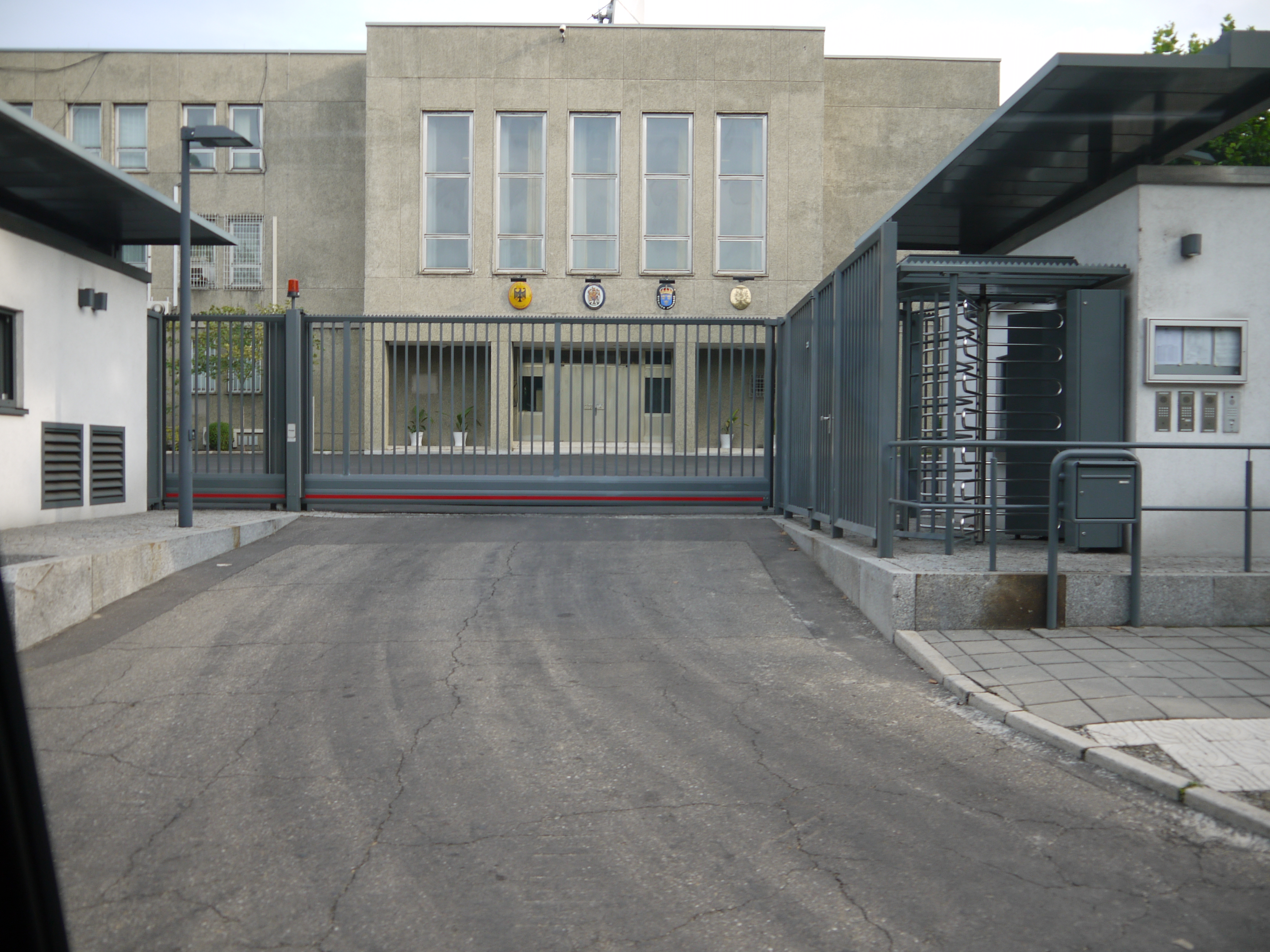
瑞典驻平壤大使馆

朝鲜－瑞典关系是朝鲜和瑞典之间的双边关系。两国自1973年4月7日起建立外交关系。瑞典对朝鲜有长期承诺，瑞典与朝鲜的关系在西方国家中异常密切。 瑞典是向朝鲜提供人道主义援助的主要国家之一。

## 历史
瑞典参加了朝鲜战争，提供了瑞典红十字野战医院，并参加了中立国监察委员会。
瑞典红十字野战医院是瑞典派往朝鲜处理朝鲜战争(1950年至1953年)造成的人道主义危机的机构。在1953年战争的临时决议之后，瑞典通过其在中立国监察委员会的地位，大力参与维持停战。
瑞典的左翼政治家一直在争取承认朝鲜，在此之前，瑞典在1959年就已经承认了韩国。朝鲜于1970年在斯德哥尔摩建立了一个新闻局，并在瑞典海军基地举办了一个展示该国的展览。瑞典和朝鲜于1973年4月7日建立了正式外交关系。
上世纪70年代，朝鲜外交官被发现在西欧走私香烟和酒，作为该国非法活动的一部分，以赚取外汇。在这些走私团伙中，最大的一个在瑞典。
瑞典首相佩尔松在2001年作为历史上首位西方领导人访问了朝鲜，率领一个欧盟代表团与当时的领导人金正日举行会谈。
2018年初，朝鲜副外长访问瑞典，与瑞典外长玛戈特·瓦尔斯特伦和瑞典首相斯特凡·勒文讨论即将举行的2018年朝美峰会。2018年3月，朝鲜外交部长李勇浩随后访问了朝鲜。

## 外交机构
朝鲜在瑞典有大使馆，瑞典在朝鲜也有大使馆:
- 朝鲜驻瑞典斯德哥尔摩大使馆
- 瑞典驻朝鲜平壤大使馆

1975年，瑞典是第一个在平壤设立大使馆的西方国家，也是26年来唯一一个保持大使身份的西方国家。很少有西方国家仍然在平壤有大使馆，而瑞典确实证明了它在该国当前的重要作用。瑞典通过其大使馆代表澳大利亚、加拿大、意大利、北欧国家以及美国的领事利益。瑞典经常在朝鲜和西方国家之间的谈判中充当中间人，并特别积极地改善朝鲜和美国之间的关系。

## 贸易
上世纪70年代，瑞典开始将朝鲜视为一个利润丰厚的市场。瑞典的沃尔沃、瑞典通用电气公司、紳寶考庫姆公司、阿特拉斯·科普柯集团和阿法拉伐等公司希望向朝鲜出口他们的产品，并在平壤举办了工业展览会。在那十年里，朝鲜进口了各种各样的物品，包括大约1000辆从未付款的沃尔沃汽车，这让苏联外交官称其为“人类历史上最大的汽车盗窃案”。在2010年以前，这些沃尔沃在平壤随处可见。但是从那以后，它们变得越来越难以保养。朝鲜仍然从这些进口中欠瑞典22亿瑞典克朗(2.34亿欧元)。在所有国家中，朝鲜欠瑞典的债务最多，其次是欠瑞典10亿克朗的伊拉克。

## 公民社会
瑞典国家银行前副行长维利·伯格斯特罗姆曾在1971年以记者身份访问过朝鲜，他将自己的朝鲜之行写进了《朝鲜图片》一书中。当时，这本书被批评为反朝鲜和过于批评朝鲜，但是到了后来后来它又被批评为过于同情朝鲜。虽然如此，伯格斯特罗姆从未感到后悔去写这本书，尽管他因此被批评为不适合担任如此重要的职务。

## 参見
- 韩国－瑞典关系
- 瑞典驻朝鲜大使馆

## 引用
1. 1 2 3  Uosukainen, Riikka. . Yle Uutiset. 15 March 2018  [17 March 2018]. （原始内容存档于2019-08-22） （芬兰语）.
2. 1 2 3 4 5  Töyrylä, Katariina  . . Yle Uutiset. 15 March 2018  [18 March 2018]. （原始内容存档于2019-08-22） （芬兰语）.
3. 1 2  Bladh, Kurt  . . Sundsvalls Tidning. 11 March 2012  [17 March 2018]. （原始内容存档于2018-03-17） （瑞典语）.
4. ↑  Wertz, Oh & Kim 2016，第4頁.
5. ↑  Lankov 2013，第20頁.
6. ↑  Lankov 2013，第21頁.
7. ↑  . The Irish Times. 2 May 2001  [17 March 2018]. （原始内容存档于2018-03-15）.
8. ↑  Kokkonen, Yrjö  . . Yle Uutiset. 15 March 2018  [17 March 2018]. （原始内容存档于2019-08-22） （芬兰语）.
9. 1 2  Salzinger, Caroline.  [Hälsningar från ondskans axelmakter: Vardag och vansinne i världens mest stängda länder]. 由Lempinen, Ulla翻译. Jyväskylä: Atena. 2008: 53. ISBN 978-951-796-521-7 （芬兰语）.
10. ↑  Lankov, Andrei  . . NK News. 6 June 2018  [6 June 2018]. （原始内容存档于2020-01-15）.
11. ↑  Bärtås & Ekman 2014，第87頁.
12. ↑  Bärtås & Ekman 2014，第88頁.